# The Little Ark
Pour plus de détails, voir Fiche technique et Distribution.
The Little Ark est un film américain réalisé par  James B. Clark, sorti en 1972. Le film fut nommé dans la catégorie Oscar de la meilleure chanson originale.

## Fiche technique
- Titre : The Little Ark
- Réalisation : James B. Clark
- Scénario : Joanna Crawford d'après le roman de Jan de Hartog
- Photographie : Denys N. Coop et Austin Dempster
- Musique : Fred Karlin
- Pays d'origine :  États-Unis
- Format : Couleurs - 2,35:1 - Mono
- Genre : Film d'aventure
- Date de sortie : 1972

## Distribution
- Theodore Bikel : le capitaine
- Geneviève Ambas : Adinda
- Philip Frame : Jan
- Max Croiset : Père Grijpma
- Truus Dekker : Mère Grijpma
- Lo van Hensbergen : Mr. Tandema
- Jeroen Krabbé